# Das Kind vom Grabe
Das Kind vom Grabe ist ein Märchen. Es steht in Johann Wilhelm Wolfs Deutsche Hausmärchen an Stelle 17.

## Inhalt
In der Türkei betet ein kinderloser Kaufmann jeden Abend am Grab seiner Frau. Indessen stirbt der Sultan, ehe seine Frau einen Sohn bekommt, den lässt der Minister ertränken. Ein Mädchen legt ihn stattdessen dem Kaufmann aufs Grab, der ihn freudig aufzieht. Einmal erleiden sie gemeinsam Schiffbruch und leben auf einer Insel von Fischen. Der Jüngling rettet die Prinzessin mit ihren Dienerinnen vor dem Ertrinken. Er darf ihr täglich Fisch zum Schlossgarten bringen. Sie verlieben sich. Als die Sultanin sie überrascht und ihn verhört, erfährt sie die Wahrheit. Der Minister wird geköpft, der Jüngling Sultan.

## Herkunft
Der Titel Das Kind vom Grabe ist bei Wolf nicht mit einem Sternchen (*) versehen, was laut seiner Vorrede anzeigt, dass er selbst den Text ausarbeitete. Einen türkischen Sultan gibt es auch in Die getreue Frau, Der getreue Paul.